# Vitor Petrino
Vitor Petrino, né le 28 août 1997 à Santa Luzia (État du Minas Gerais, Brésil), est un pratiquant brésilien d'arts martiaux mixtes (MMA). Il combat actuellement dans la division des poids mi-lourds de l'Ultimate Fighting Championship.

## Biographie

### Jeunesse
Vitor Petrino Malaquias Salvo s'initie aux sports de combat dès l'âge de 13 ans, dans sa ville natale de Santa Luzia, en commençant par le sanda, puis se forme au muay-thaï, au kick-boxing et à la boxe anglaise au fil de sa jeunesse. À 18 ans, il se tourne vers le MMA et dispute ses premiers combats en amateur.

### Carrière dans les arts martiaux mixtes

#### Parcours au sein de l'Ultimate Fighting Championship (2022-)
Vitor Petrino prend part à la sixième saison des Dana White's Contender Series. Le 6 septembre 2022, il bat, pour la deuxième fois de sa carrière, Rodolfo Bellato par KO au 2e round pour décrocher un contrat avec l'UFC.
Il dispute son premier combat dans la fédération américaine le 11 mars 2023, qu'il remporte via décision unanime contre le Suédois Anton Turkalj (sv) au cours d'un affrontement désigné Combat de la soirée.
Le 8 juillet suivant, lors de l'UFC 290, il vient à bout de Marcin Prachnio (en) en le soumettant avec un étranglement bras-tête au 3e round.
Le 4 novembre de la même année, il bat Modestas Bukauskas (en) par KO d'un crochet du poing gauche au 2e round, décrochant son 1er bonus de Performance de la soirée par la même occasion.
Le 2 mars 2024, il vainc l'Australien Tyson Pedro (en) via décision unanime.
Deux mois plus tard, lors de l'UFC 301, le 4 mai 2024, Petrino concède la première défaite de sa carrière en s'inclinant face au vétéran Anthony Smith (en) via soumission par étranglement en guillotine à la 2e minute du 1er round.
Le 14 décembre suivant, il perd contre Dustin Jacoby par KO d'un coup de poing du droit, au 3e round.

## Palmarès en arts martiaux mixtes
| 14 combats     | 12 victoires | 2 défaites |
| Par KO         | 7            | 1          |
| Par soumission | 2            | 1          |
| Sur décision   | 3            | 0          |

| Résultat | Record | Adversaire            | Méthode                                 | Événement                                           | Date             | Round | Temps | Lieu                             | Notes                     |
| -------- | ------ | --------------------- | --------------------------------------- | --------------------------------------------------- | ---------------- | ----- | ----- | -------------------------------- | ------------------------- |
| Victoire | 12-2   | Austen Lane           | Soumission (étranglement arrière)       | UFC sur ESPN : Lewis contre Teixeira                | 12 juillet 2025  | 1     | 4:16  | Nashville, Tennessee, États-Unis | Début en poids lourds.    |
| Défaite  | 11–2   | Dustin Jacoby         | KO (coup de poing)                      | UFC on ESPN: Covington vs. Buckley                  | 14 décembre 2024 | 3     | 3:44  | Tampa, Floride, États-Unis       |                           |
| Défaite  | 11–1   | Anthony Smith         | Soumission (étranglement en guillotine) | UFC 301: Pantoja vs. Erceg                          | 4 mai 2024       | 1     | 2:00  | Rio de Janeiro, Brésil           |                           |
| Victoire | 11–0   | Tyson Pedro           | Decision unanime                        | UFC Fight Night: Rozenstruik vs. Gaziev             | 2 mars 2024      | 3     | 5:00  | Las Vegas, Nevada, États-Unis    |                           |
| Victoire | 10–0   | Modestas Bukauskas    | KO (coup de poing)                      | UFC Fight Night: Almeida vs. Lewis                  | 4 novembre 2023  | 2     | 1:03  | São Paulo, Brésil                | Performance de la soirée. |
| Victoire | 9–0    | Marcin Prachnio       | Soumission (étranglement bras-tête)     | UFC 290: Volkanovski vs. Rodríguez                  | 8 juillet 2023   | 3     | 3:42  | Las Vegas, Nevada, États-Unis    |                           |
| Victoire | 8–0    | Anton Turkalj         | Decision unanime                        | UFC Fight Night: Yan vs. Dvalishvili                | 11 mars 2023     | 3     | 5:00  | Las Vegas, Nevada, États-Unis    | Combat de la soirée.      |
| Victoire | 7–0    | Rodolfo Bellato       | KO (coups de poing)                     | Dana White's Contender Series : Saison 6, Épisode 7 | 6 septembre 2022 | 2     | 3:36  | Las Vegas, Nevada, États-Unis    |                           |
| Victoire | 6–0    | Gadzhimurad Antigulov | TKO                                     | UAE Warriors 22: Saadeh vs. Bunch                   | 4 septembre 2021 | 1     | 3:36  | Abou Dabi, Émirats arabes unis   |                           |
| Victoire | 5–0    | Caike Souza           | TKO                                     | Road to Future 2                                    | 18 juillet 2021  | 1     | 4:17  | Curitiba, Paraná, Brésil         |                           |
| Victoire | 4–0    | Fábio Gois            | TKO                                     | Adventure Fighters Tournament 26                    | 21 février 2021  | 1     | 0:45  | Curitiba, Paraná, Brésil         |                           |
| Victoire | 3–0    | Willian Telles        | TKO                                     | Adventure Fighters Tournament 25                    | 29 novembre 2020 | 1     | 3:06  | Curitiba, Paraná, Brésil         |                           |
| Victoire | 2–0    | Ewerton Polaquini     | Decision unanime                        | Max Fight 23: Souza vs. Dias                        | 28 juin 2019     | 3     | 5:00  | Curitiba, Paraná, Brésil         |                           |
| Victoire | 1–0    | Rodolfo Bellato       | KO (coups de poing)                     | Max Fight 22: Henerson Nenem vs. Rodrigo Cavalheiro | 3 mai 2019       | 1     | 0:25  | Caraguatatuba, São Paulo, Brésil |                           |